# Dinastia d'Uruk
Dinastia d'Uruk és el nom de quatre grups de reis que van exercir l'hegemonia sobre Sumer, amb centre a la ciutat d'Uruk.
La Llista de reis sumeris anomena per a la primera dinastia, tots ells reis llegendaris, els següents sobirans:
- Meix-ki-ang-gaixer d'Eanna, fill d'Utu: 324 anys. La llista diu que Meix-ki-ang-gaixer "va entrar a la mar i va desaparèixer".
- Enmerkar, que va fundar la ciutat d'Uruk o Unug: 420 anys
- Lugalbanda d'Unug: 1200 anys
- Dumuzid d'Unug, el pescador: 100 anys. Va capturar a En-Me-Barage-Si de Kish "amb una sola mà".
- Guilgameix, el seu pare va ser un esperit: 126 anys. Famós per l'Epopeia de Guilgameix.
- Ur-Nungal d'Unug: 30 anys
- Udul-Kalama d'Unug: 15 anys
- La-Ba'shum d'Unug: 9 anys
- En-Nun-Tarah-Ana d'Unug: 8 anys
- Meix-He d'Unug: 36 anys
- Melem-Ana d'Unug: 6 anys
- Lugal-Kitun d'Unug: 36 anys

La Segona dinastia, també llegendària, inclou:
- En-Xakanxa-Ana d'Unug: 60 anys
- Lugal-Ure (o Lugal-kinixe-dudu) d'Unug: 120 anys
- Argandea d'Unug: 7 anys

La tercera té com únic rei a Lugal-Zage-Si que hauria regnat 25 anys (2259 aC–2235 aC a la cronologia mínima)
I la quarta dinastia probablement va governar a la Baixa Mesopotàmia simultàniament amb la dinastia d'Accad, la van formar els reis:
- Ur-Ningin: 7 anys
- Ur-Gigir: 6 anys
- Kuda: 6 anys
- Puzur-Ili: 5 anys
- Ur-Utu (or Lugal-Melem): 25 anys.[1]